# 32611 Ananyaganesh
32611 Ananyaganesh è un asteroide della fascia principale. Scoperto nel 2001, presenta un'orbita caratterizzata da un semiasse maggiore pari a 2,8702273 UA e da un'eccentricità di 0,0093857, inclinata di 3,23113° rispetto all'eclittica.